# Nosodipara monteithorum
Nosodipara monteithorum är en stekelart som beskrevs av Boucek 1988. Nosodipara monteithorum ingår i släktet Nosodipara och familjen puppglanssteklar. Inga underarter finns listade i Catalogue of Life.